# Audi RS5 DTM

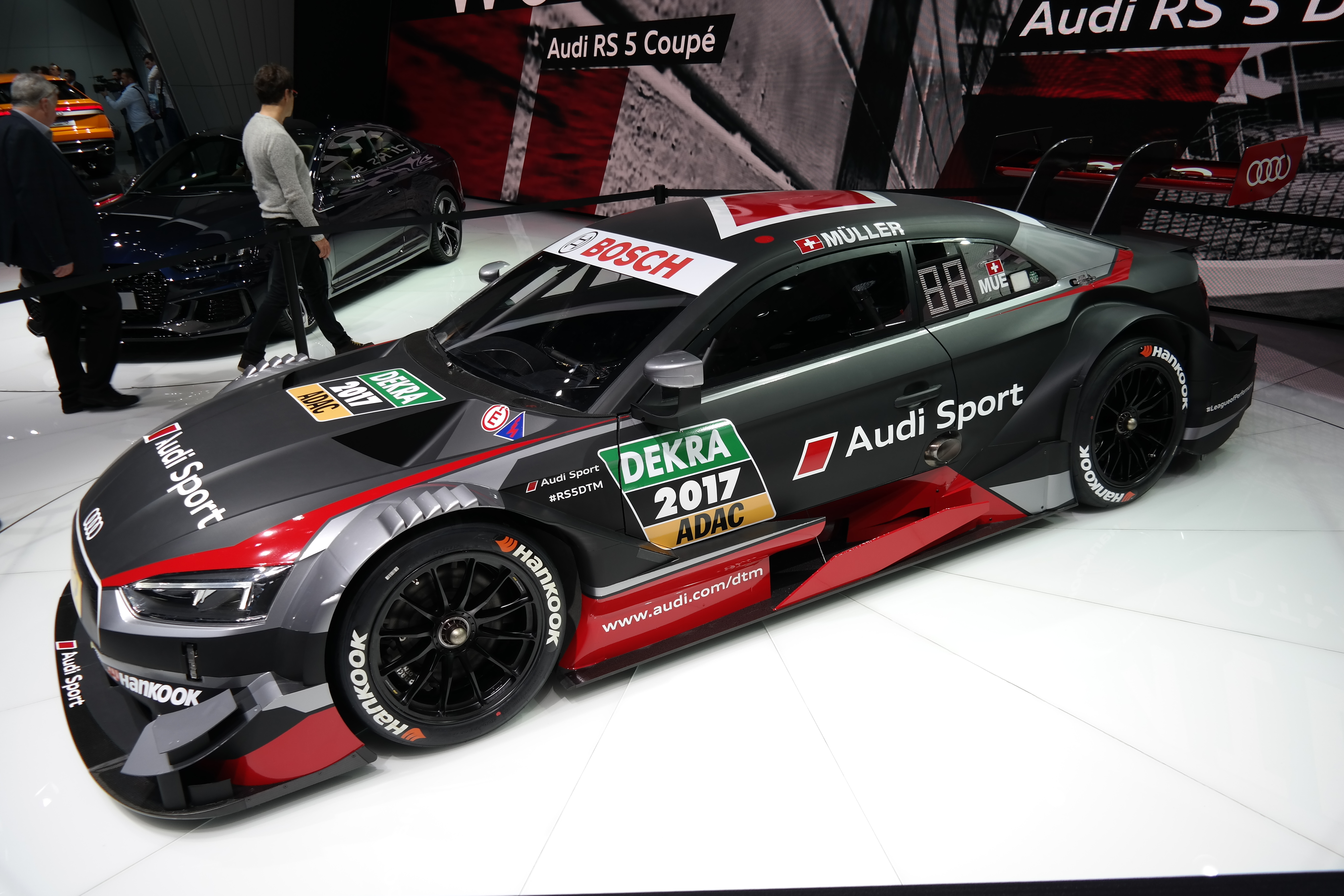
De 2017 RS5 DTM

De Audi A5 DTM of RS5 DTM is een raceauto van het Duitse automerk Audi. De auto is gebaseerd op de standaard A5, en wordt gebruikt in de DTM. In 2012 volgde de A5 de Audi A4 DTM op.
De auto heeft een 4,0 liter V8 met ruim 460 pk en 500 Nm. In tegenstelling tot de auto waar hij van afgeleid is, de A5, is hij achterwiel aangedreven. In zijn beginjaar heette de auto gewoon nog A5 DTM, maar vanaf 2013 werd dat RS5 DTM, naar de nieuwe Audi RS5. In 2017 kwam de RS5 DTM op basis van de tweede generatie Audi RS5.

## Straatversie
Net als zijn voorganger kreeg ook de A5 DTM een straatversie om het kampioenschap van Mike Rockenfeller in 2013 te vieren. Deze A5 DTM Champion heeft unieke wielen, exterieurdelen in aluminium en vaste spoiler. Hij is beschikbaar met vier motoren: de 2.0 TDI met 177 pk, 3.0 TDI met 245 pk, 2.0 TFSI met 225 pk en 3.0 TFSI met 272 pk.

## Kampioenschappen
Sinds 2012 pakte Audi de volgende kampioenschappen met de RS5:
| Jaar | Winnaar           |
| ---- | ----------------- |
| 2013 | Mike Rockenfeller |
| 2017 | René Rast         |